# Интроспекция (программирование)
Интроспекция (англ. type introspection) в программировании — возможность запросить тип и структуру объекта во время выполнения программы. Особое значение имеет в языке Objective C, однако имеется почти во всех языках, позволяющих манипулировать типами объектов как объектами первого класса. Следующие языки программирования поддерживают интроспекцию — C++ (с RTTI), C#, Go, Java, Kotlin, JavaScript, Delphi (с RTTI), Perl, Ruby, Smalltalk, PHP и Python. Интроспекция может использоваться для реализации ad-hoc-полиморфизма.

## Примеры

### C++
C++ поддерживает интроспекцию благодаря динамическому определению типа с помощью оператора typeid, а также благодаря dynamic cast.
Оператор dynamic_cast может быть использован, чтобы определить, принадлежит ли объект иерархии определённого класса. Например:
```
Person
*
 
p
 
=
 
dynamic_cast
<
Person
 
*>
(
obj
);

if
 
(
p
 
!=
 
nullptr
)
 
{

   
p
->
walk
();

}

```

Оператор typeid получает объект типа std::type_info, описывающий тип:
```
if
 
(
typeid
(
Person
)
 
==
 
typeid
(
*
obj
))
 
{

   
serialize_person
(
 
obj
 
);

}

```

### C#
В C# для определения типа объекта во время исполнения используется метод GetType, а также ключевые слова is и as:
```
if
(
p
 
is
 
Person
)

{

   
var
 
person
 
=
 
p
 
as
 
Person
;

}

```

### Java
В Java механизм интроспекции реализуется с помощью оператора instanceof. instanceof определяет, принадлежит ли объект данному классу, классу-потомку или реализует ли объект данный интерфейс. Например:
```
if
(
obj
 
instanceof
 
Person
){

   
Person
 
p
 
=
 
(
Person
)
obj
;

   
p
.
walk
();

}

```

Класс java.lang.Class позволяет получить доступ к более качественной интроспекции.
Например, если нужно определить точно тип объекта, можно воспользоваться методами Object.getClass() или Class.getName():
```
System
.
out
.
println
(
obj
.
getClass
().
getName
());

```

### Python
В Python интроспекция может быть функционально реализована с помощью встроенных методов type() и dir() или встроенного модуля inspect, либо идти непосредственно от имени объекта с помощью встроенных аттрибутов __class__ и __dict__. Пользоваться интроспекцией в Python особенно удобно, благодаря парадигме, что "всё является объектом". Любая сущность, являясь объектом, имеет метаданные (данные об объекте), называемые аттрибутами, и связаные с этой сущностью функциональности, называемые методами. В Python новый класс по-умолчанию является сам по себе объектом метакласса type. 
```
class
 
MetaPerson
(
type
):

    
def
 
__repr__
(
cls
):

        
return
 
"Person"

class
 
Person
(
metaclass
=
MetaPerson
):

    
def
 
__init__
(
self
,
 
name
,
 
age
,
 
friends
 
=
 
[]):

        
self
.
name
 
=
 
name

        
self
.
age
 
=
 
age

        
self
.
friends
 
=
 
friends

    
def
 
get_friends
(
self
):

        
return
 
self
.
friends

```

В итоге интроспекция класса Person может быть интерпретирована следующим образом
```
>>>
 
# Создание объекта ранее определённого класса Person

>>>
 
ivan
 
=
 
Person
(
"Ivan"
,
 
26
)

>>>
 
type
(
ivan
)

<
class
 
'
Person
'>

>>>
 
type
(
Person
)

<
class
 
'
__main__
.
MetaPerson
'>

>>>
 
# видно, что имя Person является экземпляром метакласса MetaPerson

>>>
 
type
(
getattr
(
Person
,
 
'get_friends'
))

<
class
 
'
function
'>

>>>
 
isinstance
(
ivan
,
 
Person
)

True

```

Любой объект имеет аттрибут __class__ возвращающий экземпляр соответствующего метакласса и __dict__ возвращающий словарь всех аттрибутов данного объекта. Методы, определённые в классе, становятся аттрибутами экземпляра соответствующего метакласса, поэтому их можно увидеть вызвав __dict__ от имени класса.
```
>>>
 
ivan
.
__class__

<
class
 
'
Person
'>

>>>
 
ivan
.
__dict__

{
'name'
:
 
'Ivan'
,
 
'age'
:
 
26
,
 
'friends'
:
 
[]}

>>>
 
{
k
:
 
v
.
__class__
 
for
 
k
,
 
v
 
in
 
ivan
.
__dict__
.
items
()}

{
'name'
:
 
str
,
 
'age'
:
 
int
,
 
'friends'
:
 
list
}

```